# Francisco de Aguilar
Francisco de Aguilar, né en 1810 à Comayagua, est un homme politique hondurien. Il est président du Honduras à deux reprises, du 27 août au 21 septembre 1839 et du 8 novembre 1855 au 17 février 1856.